# Koldblod
|  | For andre betydninger af koldblod, se Vekselvarm |
Koldblod er en stor, kraftig arbejdshest. Koldblodsheste er typisk rolige heste.
Koldblodsheste nedstammer fra Nordeuropas skovheste. Hesteracer blandt koldblod er bl.a. jysk hest, haflinger, shire og clydesdale. Koldblod står i modsætning til varmblod, der er sportsheste. Fuldblodsheste er heste af racerne Engelsk fuldblod (XX) og Arabisk fuldblod (OA, OX).